# Алуф, Иехошуа
Алуф Иехошуа (урождённый Волпянский Иешуа) (4 марта 1900, Слоним — 26 июля 1980, Израиль) — общественный и спортивный деятель. Лидер Всемирного союза Маккаби . Один из организаторов Маккабиад.

## Биография
Родился в Слониме в семье Ицхака-Якова Волпянского и Хаи-Шошаны Удалой. После окончания хедера в Слониме (1912), был отправлен родителями в Эрец-Исраэль для учёбы в гимназии «Герцлия». С 1920 и в течение 15 лет преподавал физическое воспитание в гимназии «Герцлия» в Тель-Авиве и в средних школах Иерусалима.

В 1925 окончил Институт физ-ры в Копенгагене. В 1938-65 инспектор по физ-ре в израильских школах. Был среди учредителей Ассоциации спорта и Олимпийского комитета в Израиле. Основатель организации преподавателей физ.воспитания в стране. Руководитель отдела физ-ры и спорта Министерства образования и культуры Израиля. Организатор первых пяти Маккабиад. Почётный член организации Маккаби Тель-Авивского университета и член Совета попечителей Института физкультуры и спорта имени Вингейта. Лауреат Государственной премии Израиля в 1974 (государственная и общественная деятельность) за труды по физ. воспитанию и организаторскую деятельность.